# ГЕС Мартін
ГЕС Мартін — гідроелектростанція у штаті Алабама (Сполучені Штати Америки). Знаходячись між ГЕС Р. Л. Гарріс (вище по течії) та ГЕС Yates (45 МВт), входить до складу каскаду на річці Таллапуса, лівій твірній річки Алабама (дренує південне завершення Аппалачів та після злиття з Томбігбі впадає до бухти Мобіл на узбережжі Мексиканської затоки).
В межах проекту річку перекрили комбінованою греблею висотою від тальвегу 50 метрів (від підошви фундаменту — 51 метр) та довжиною 602 метри, яка включає основну бетонну ділянку вигнутої форми довжиною 297 метрів та прилягаючу до неї ліворуч насипну секцію. Вона утримує витягнуте по долині Таллапуси на 50 км водосховище з площею поверхні 166,5 км2 та об'ємом 2 млрд м3 (корисний об'єм 1,48 млрд м3), в якому припускається коливання рівня у операційному режимі між позначками 136 та 150 метрів НРМ.
Пригреблевий машинний зал обладнали чотирма турбінами типу Френсіс, три з яких потужністю по 33 МВт встановили у 1926 році, а ще одну з показником 55,2 МВт додали в 1952-му. Після проведеної на початку 2000-х модернізації гідроагрегати № 1-3 досягли потужності у 45,8 МВт, 41 МВт та 40,5 МВт відповідно, а загальна потужність ГЕС — 182,5 МВт. Це обладнання використовує перепад висот між верхнім та нижнім б'єфом, який досягає 45 метрів.